# Lou Andreas-Salomé
Lou Andreas-Salomé, född Louise von Salomé (ryska Луиза Густавовна Саломе) 12 februari 1861 i Sankt Petersburg, död 5 februari 1937 i Göttingen, var en ryskfödd författare och psykoanalytiker.
Lou von Salomé studerade i Zürich och gifte sig 1887 med Friedrich Carl Andreas, senare professor i iranistik i Göttingen. Utan att vara engagerad i någon feministisk rörelse skrev hon romaner, noveller, dikter, essäer och kritik utifrån den fria kvinnans tankevärld och kan därför ses som en av förmödrarna för kvinnans frigörelse. Hon utbildade sig till psykoanalytiker hos Freud och hade en egen mottagning i Göttingen. Hennes breda intellektuella intressen ledde till kontakter med många av tidens västeuropeiska tänkare och konstnärer, bland andra Malwida von Meysenbug, Helene Stöcker, Rosa Mayreder, Hulda Garborg, och Ellen Key, likväl som Nietzsche, Wagner, Freud och Rilke.

## Biografi

### Barndom, ungdom, studier
Modern Louise von Salomé (née Wilm) (1823–1913) var av nordtysk-dansk härkomst. Fadern Gustav Ludwig von Salóme (1807–1878) stammade från sydfranska hugenotter och kom till S:t Petersburg med sin familj 1810. De gifte sig 1844 och dottern Louise föddes den 12 februari 1861 i S:t Petersburg som enda flicka och yngsta barn av sex. Hon växte upp som sin fars favorit i en välmående och kulturellt mångsidig familj, där det talades tre språk: tyska, franska och ryska. Liksom sina bröder fick hon en gedigen utbildning. Hennes biografer finner grunden till hennes starka intellektuella nyfikenhet, hennes inre säkerhet och hennes självständighet i umgänget med  betydelsefulla män i den lyckliga och uppmuntrande barndomen. Strax före sin död beskrev hon sin känsla inför livet: ”Ske vad vill med mig – jag förlorar aldrig vissheten om att bakom mig finns armar som är öppna att ta emot mig.”
Sin första intellektuella kamp förde hon som 16-åring, då hon väckte upprördhet i sin strängt protestantiska familj genom att vägra låta sig konfirmeras av Hermann Dalton, den ortodoxt protestantiske pastorn i församlingen, och begärde utträde ur kyrkan. Vid 18 års ålder fascinerades hon av en annan protestantisk pastors predikningar, holländaren Hendrik Gillot, som i S:t Petersburg ansågs vara motsatsen till Dalton. Efter att hon på egen hand sökt upp honom, antog Gillot henne som sin elev och samtalade med henne om filosofiska, litterära och religiösa teman. I hennes anteckningsböcker finns dessa omfångsrika samtal nerskrivna. Här finns bland annat jämförande religionshistoria, religionsfenomenologi, dogmatism, messianska föreställningar i Gamla testamentet, filosofi, logik och metafysik; den franska teatern före Corneille, klassisk fransk litteratur, Descartes och Pascal; Schiller, Kant och Kierkegaard, Rousseau, Voltaire, Leibniz, Fichte och Schopenhauer. Med dessa studier skapades grunden till hennes omfattande bildning liksom till hennes snabba uppfattningsförmåga, som senare gjorde stort intryck på hennes samtalspartners.

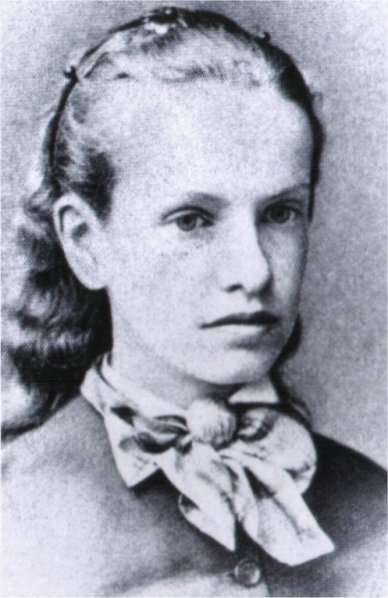
Lou vid 16 års ålder 1877.

Gillot var 25 år äldre än hon, gift, och hade två barn. Han ville skilja sig för att gifta sig med sin elev. Men Lou avböjde, hon var inte intresserad av äktenskap och ett sexuellt förhållande. Men de fortsatte vara vänner. Med Gillot reste hon till Holland, där hon lät sig konfirmeras av honom – annars hade hon inte kunnat få något pass – och döptes av honom till Lou.
Många av de män hon mötte genom livet kom att närma sig henne utifrån ett sexuellt intresse, men hon sökte framför allt intellektuellt utbyte med dem. 
Efter faderns död (1879) flyttade Lou med modern hösten 1880 till Zürich. Vid universitetet i Zürich, där man som få högskolor vid denna tid även antog kvinnliga studenter, studerade hon filosofi (logik, filosofins historia, antik filosofi och psykologi), teologi (dogmatik) och konsthistoria. En lungsjukdom tvingade henne att avsluta studierna för att leva i ett varmare klimat. I februari 1882 anlände mor och dotter till Rom.

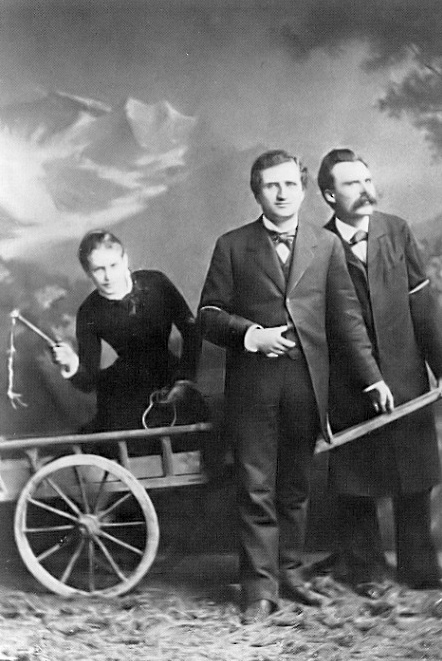
Lou Andreas-Salomé piskar på uppdrag av Friedrich Nietzsche både honom och Paul Rée (1882).

### Treenigheten medPaul RéeochFriedrich Nietzsche
Via ett rekommendationsbrev fick Lou von Salomé kontakt med vänkretsen kring författaren Malwida von Meysenbug, som hade utvisats från Berlin på grund av sin öppna sympati för 1848 års revolutionärer. Von Meysenbug hade i Rom i den berlinska salongstraditionen etablerat en grupp konstnärer och intellektuella, med bland annat filosofen Paul Rée, Friedrich Nietzsches vän, och Nietzsche själv. Rée förälskade sig  i Lou von Salomé, bad om hennes hand och blev avvisad, men mellan dem utvecklades en varm gemenskap. När Nietzsche kom till Rom i april 1882 var han via Rées entusiastiska brev förberedd på mötet med von Salomé. Också han tjusades av ”den unga ryskan” och erbjöd henne äktenskap. Även han blev tillbakavisad. Han förblev dock högst välkommen som vän, lärare och samtalspartner.
Under tiden hade von Salomé utformat en önskebild av en intensiv arbetsgemenskap, den av henne så kallade ”treenigheten” med Nietzsche, Rée och sig själv. Man skulle leva tillsammans i vänskap, man skulle studera, skriva och diskutera. Idealföreställningen om Treenigheten, som ivrigt diskuterades av de tre, blev dock inte förverkligad. Den föll på de båda männens svartsjuka. I brev till sin sekreterare Peter Gast skrev Nietzsche: "Lou är skarpsinnig som en örn, och modig som ett lejon. /.../ Vi är vänner och jag håller den flickans förtroende för heligt." Men efter Lous avslag på hans frieri vändes hans kärlek till förakt: "Denna torra, smutsiga, illaluktande apa med lösbröst..."

### Äktenskapet
Lou von Salomé och Rée levde tillsammans "som bror och syster" i Berlin 1882-1885 innan hon lärde känna orientalisten Friedrich Carl Andreas. Han var femton år äldre än hon och fast besluten att gifta sig med henne. Sin avsikt underströk han med ett självmordsförsök inför hennes ögon. Efter lång inre kamp gav hon efter och de gifte sig 1887, men hon ställde krav: hon ville inte ha en sexuell relation med sin man. Varför Andreas accepterade detta är inte känt. Ifall han hoppades – vilket man ofta antar – att hon inte menade allvar, blev han besviken. Under de första äktenskapsåren uppstod upprepade svartsjukescener på grund av hennes relationer till andra män. Men Andreas vägrade skilja sig. I Berlin levde paret i olika våningar och ibland hade Andreas en minimal inkomst, så de lika ringa inkomster som hans författande fru drog in behövdes.
Lou Andreas Salomés liv bestod av en konventionell, borgerlig del med make, hustruförpliktelser och intellektuellt arbete – och en annan del där hon varken accepterade plikter eller fasta förbindelser och ibland reste iväg tillsammans med sina älskare. Samtidigt förebrådde hon sin man hans relation till hushållerskan Marie, men hon tog också hand om det barn som relationen ledde till efter det att modern tidigt dött. Senare satte hon in flickan som huvudarvinge.
På sikt visade sig det motsägelsefulla äktenskapet vara oväntat hållbart. Efter att Friedrich Carl Andreas fått en tjänst vid Göttingens universitet levde paret där i eget hus, Loufried. Han bodde med hushållerskan på bottenvåningen, hon i våningen ovanför. När hon var i Göttingen skötte hon trädgården, odlade grönsaker och höll sig med hönor men fortsatte samtidigt leva ett oavhängigt, resande liv. I hennes dagböcker verkar denna tid, särskilt relationen till maken, mera avspänd än tidigare.

### Berlin-kretsen
I Berlin bestod vänskapskretsen huvudsakligen av vetenskapsmän – vänner och kollegor till Rée. Lou Andreas-Salomé var enda kvinna i denna krets, där hon deltog i filosofiska och naturvetenskapliga diskussioner. År 1885 kom hennes första bok ut, Im Kampf um Gott, under pseudonymen Henri Lou. Temat var: Vad händer när människan förlorar sin tro? Problemet hade sysselsatt henne ända sedan tidiga ungdomen. Kritiken var positiv och pseudonymen blev snabbt genomskådad, vilket gjorde henne känd i vidare kretsar i Berlin.
Äktenskapet gav henne tillgång till flera grupper med författare, konstnärer och teaterliv, där hon bland andra träffade August Strindberg. I en av dessa grupper väcktes Lous intresse för Henrik Ibsen och hans tankar kring hur ett äktenskap bör vara för att även kvinnans självförverkligande ska få plats.

### Friedrich Pineles
En person som tycks ha haft långvarig stor betydelse för Lou är den wienske läkaren Dr Friedrich Pineles. Han var liksom alla i Lous närhet förutom läkare en beläst och kultiverad man med stort intresse för nervsystemet. Han var en av sju studenter som deltog i Freuds seminarium om neuroser vintern 1895-96. Lou Andreas-Salomé och Friedrich Pineles möttes 1895 och gjorde många resor tillsammans under ett tiotal år.  År 1902 blev Lou gravid med Pineles men fick missfall. Detta tycks ha varit hennes första verkliga kärleksrelation.

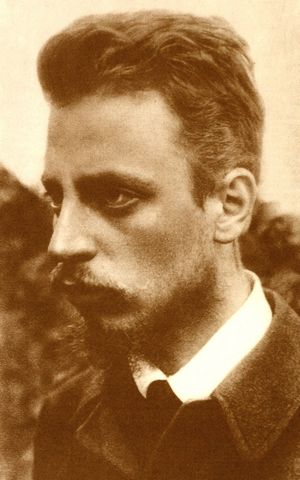
Rainer Maria Rilke, 1900.

### Rainer Maria Rilke
Rainer Maria Rilke levde i München och hade viss framgång med sina dikter och berättelser. På våren 1897 träffade Lou Andreas-Salomé Rilke i München. Då visste hon inte om att han redan sänt henne ett antal anonyma brev med bifogade dikter. Nu försäkrade han henne att han var överväldigad av hennes religionsfilosofiska essä Jesus der Jude, han läste sina dikter för henne och tillägnade henne en egen. Snart hade han framgång med sin intensiva uppvaktning.
De tillbringade några sommarmånader i Wolfratshausen nära München och när Lou Andreas-Salomé vände tillbaka till Berlin följde Rilke med. Han var 21 år, Andreas-Salomé 36. Även hon var förälskad men behöll, sin vana trogen, kontrollen över situationen. Hon manade honom att arbeta på sitt språkliga uttryck, som hon fann patetiskt. Hon introducerade Nietzsches tänkande för honom och fick honom intresserad av sitt hemland, Ryssland. Han lärde sig ryska och började läsa Turgenjev och Tolstoj i original.

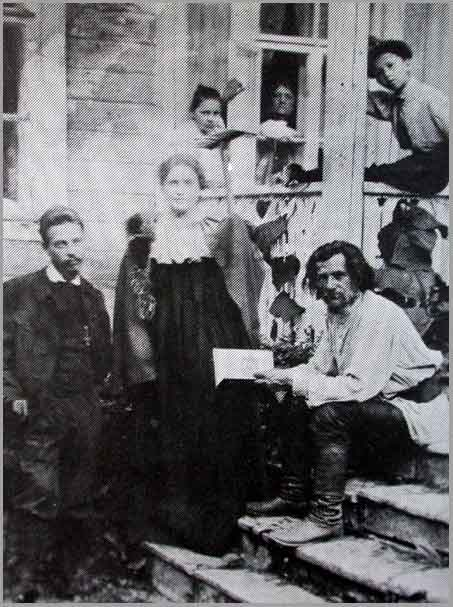
Lou och Rilke i Ryssland 1900.

De träffades huvudsakligen i det äkta paret Andreas-Salomés lägenhet, där Lou hade sitt arbetsrum i köket och hennes make arbetade i vardagsrummet. Andreas-Salomé kunde snart notera att den unge, psykiskt labile diktaren blev alltmer beroende av henne – en enligt henne icke önskvärd utveckling.

Relationen tärde på henne och i hennes dagböcker finns bland annat nertecknat: ”Vad jag önskar av det kommande året, vad jag behöver, är stillhet, mer ensamhet...” Den 26 februari 1901 skrev hon sitt avskedsbrev till honom och därefter diktade Rilke om henne:
| ” | Du var mig den moderligaste bland kvinnor, en vän var du, som män är, en kvinna att beskåda och oftast ett barn. Du var den ömmaste jag mött, den hårdaste var du, jag kämpade emot. Du var det höga som välsignade mig - och blev den avgrund som slukade mig. | „ |

De förblev vänner ända till Rilkes död år 1926. I sin minnesruna över Lou Andreas-Salomé år 1937 skrev Sigmund Freud att hon "samtidigt var musa och omtänksam mor för den i livet ganska hjälplöse diktaren Rainer Maria Rilke”.

### Freud och psykoanalysen
Vid ett besök i Sverige mötte Lou Andreas-Salomé psykoanalytikern Poul Bjerre. När han 1911 for till Weimar för en kongress i den internationella psykoanalytiska föreningen följde hon med och träffade där för första gången Sigmund Freud. Under de följande 25 åren blev han en viktig person för henne. Hon hoppades att psykoanalysen – med Freud som fadersfigur – skulle kunna ge henne förståelse för sin egen själ. Hon levde i flera omgångar i Wien, där hon följde Freuds föreläsningar och deltog i hans ”onsdagssessioner” och ”lördagsseminarier”. Hon deltog också – med Freuds godkännande – i Alfred Adlers diskussionsaftnar. Med sin förening för individualpsykologi hade Adler 1911 distanserat sig från Freuds psykoanalytiska skola och grundat en egen djuppsykologisk skola.
Sigmund Freud uppskattade sin elev. Hon blev för honom en högt uppskattad diskussionspartner med sin vetgirighet och sin nyfikenhet på och sökandet efter förståelse av mänskliga beteenden. Freud accepterade hennes sätt att självständigt tolka psykoanalysen i poetisk och litterär form, och utnämnde henne till psykoanalytiker. Han ansåg henne vara ”psykoanalysens diktare” medan han själv skrev prosa.
Nu öppnades den psykoanalytiska världen för Andreas-Salomé. Hon skrev uppsatser för den psykoanalytiska tidskriften Imago och gästtalade 1913 vid den psykoanalytiska kongressen i Berlin. År 1915 öppnade hon den första psykoanalytiska praktiken i Göttingen. År 1921 inleddes hennes vänskap med Anna, en av Freuds tre döttrar, och ett år senare upptogs hon tillsammans med Anna Freud i den wienska psykoanalytiska föreningen. År 1923 bad Sigmund Freud henne att arbeta som läroanalytiker i Königsberg. Fem läkare avlade sin läroanalys för henne, något som hon själv aldrig genomfört. När hennes vän och lärare fyllde 75 år den 6 maj 1931 skrev hon ett öppet brev till honom, Mitt tack till Freud. Adressaten svarade henne: ”Det är inte ofta att jag har beundrat istället för kritiserat ett psykoanalytiskt arbete. Det måste jag göra nu. Det är det vackraste jag läst av er, ett oavsiktligt bevis på er överlägsenhet över oss alla.”
I sitt minnesord över Lou Andreas-Salomé skrev Sigmund Freud: "De sista 25 åren i denna kvinnas liv tillhörde psykoanalysen, till vilken hon bidrog med värdefulla vetenskapliga arbeten, och som hon också utövade. Jag säger inte för mycket om jag bekänner att vi alla såg det som en ära när hon trädde in i raden av våra medarbetare och medkämpare." – Sigmund Freud: Nachruf auf Lou Andreas-Salomé

### Författarskapet
Salomé författade skönlitteratur i form av romaner, noveller och berättelser. Hon skrev också dramatiska stycken med psykoanalytisk inriktning, Die Tarnkappe och Der Teufel und seine Grossmutter. Hennes facklitterära utgivning med psykoanalysen som grund var omfattande och hon skrev t.ex. om Ibsens kvinnogestalter utifrån hans sex familjedramer (Henrik Ibsens Frauengestalten, 1892). Hennes  minnesbok om Friedrich Nietzsche (1894) ger en god inblick i författarens verk, och efter Rainer Maria Rilkes död 1926 redigerade hon en biografi över sin vän (1928).

Hon skrev även poesi och Lebensgebet (Hymn till livet) imponerade så starkt på Nietzsche att han tonsatte dikten:
| ” | Förvisso, så älskar en vän sin vän, som jag älskar dig, du gåtfulla liv – när jag jublat i dig, gråtit, när du skänkt mig lycka och smärta. | „ |

Lou Andreas-Salomé var en av de första kvinnliga psykoanalytikerna och en av de första kvinnorna som skrev psykoanalytiskt om kvinnlig sexualitet. Die Erotik (1911) hade hon emellertid skrivit redan innan hon träffade Freud.
Bland hennes verk finns också Lebensrückblick som beskriver hennes liv som fri kvinna. Här berättar hon på djupet om sin tro och sina relationer:
”Den som sticker in handen i en yppig rosenbuske får hela handen full med blommor. Hur mycket man än får är det ändå bara en smula jämfört med hela rosenbusken. Men ändå är denna handfull tillräcklig för att man genom den skall uppleva helheten. Bara då vi över huvud taget inte sticker in handen, därför att vi vet att vi inte kan få hela busken, eller när vi inför oss själva förstorar upp vår handfull och tror den om att besitta törnbuskens hela rosprakt blommar den bort, oupplevd, och lämnar oss ensamma."
Hennes livsmotto, i med- och i motgång, var: Jag är för alltid trogen minnena: människorna är jag det inte.

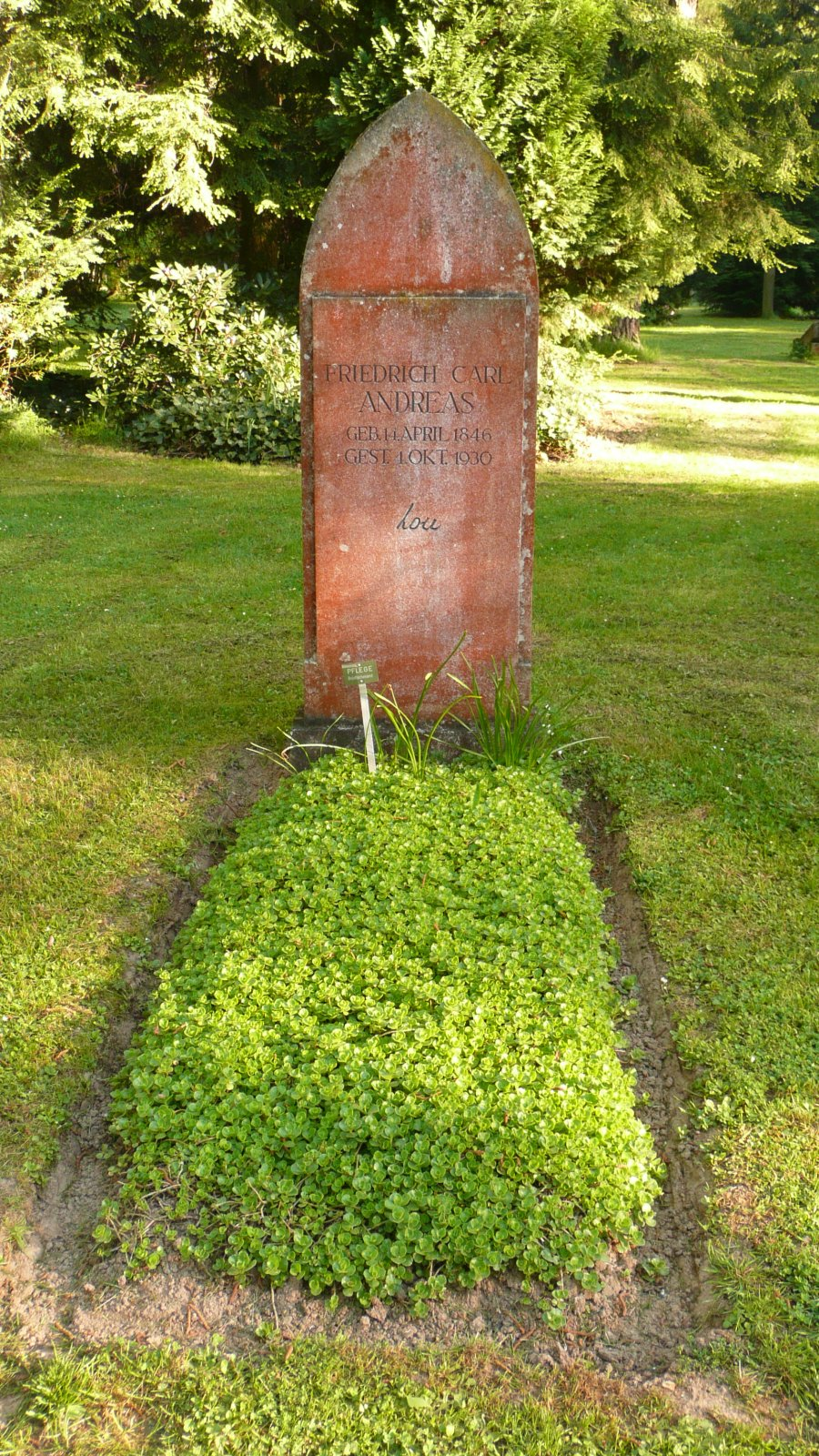
Lou Andreas-Salomés gravsten i Göttingen.

### Död
Vid 74 års ålder avslutade Lou Andreas-Salomé sitt arbete som psykoanalytiker och den 5 februari 1937 avled hon i Göttingen. Till minne av henne finns en plakett i huset där hon levde, en gata, Lou-Andreas-Salomé Weg, är döpt efter henne och Göttingens Institut för psykoanalys och psykoterapi heter Lou Andreas-Salomé Institut.
Salomés litterära och analytiska studier blev så kända i Göttingen, att Gestapo enligt vissa källor väntade med att konfiskera hennes bibliotek till efter, enligt andra källor till några dagar före hennes död. Orsaken ska ha varit att hon varit kollega med Sigmund Freud, hade praktiserat ”judisk vetenskap” och ägde verk av judiska författare.

## Eftermäle och betydelse
Lou Andreas-Salomés personliga utstrålning, hennes bildning och intellektuella rörlighet, vänskapen med och kärleken till kända samtida män och hennes okonventionella liv har gett upphov till biografier, romaner, musikteater och filmer.
Jämfört med denna berömmelse har hennes egna verk och hennes kamp för kvinnans frigörelse inte värderats efter förtjänst. Redan år 1898 skrev hon Fenitschka, en kvinna som starkt försvarar kvinnans rätt till högre utbildning: ”Genom studierna träder vi in i kampen – om vår frihet, om våra rättigheter – tar plats mitt i livet!” (Erotik och narcissism, sid 113). Hon medverkade som uppskattad författare i utvecklingen av moderniteten kring år 1900, i romaner, berättelser, essäer, teaterkritik, skrifter om Ibsen, Nietzsche, Rilke och Freud, en självbiografi, mängder av texter om filosofi och psykoanalys. I en omfattande brevväxling, bland annat med väninnan Ellen Key, deltog hon livligt i tidens frågor som kvinnoemancipation, reformpedagogik, sociologi och psykoanalys. I sina romaner behandlade hon den moderna kvinnans möjligheter att skapa sig en egen väg bort från den traditionstyngda omvärlden. Trots dessa teman och trots hennes egen okonventionella livsstil höll hon distans till kvinnorörelsens sociala och politiska målsättningar. Först i slutet av 1900-talet började hennes verk uppmärksammas.

### På svenska
- Erotik och narcissism, urval Cia Wedin och Ebba Witt-Brattström, övers. Mia Engvén, Stockholm: Natur och Kultur, 1995, ISBN 91-27-04325-8 (svenska)

## Originalcitat
1. ↑  Originaltext: "Warst mir die mütterlichste der Frauen,
              ein Freund warst Du, wie Männer sind,
              ein Weib, so warst Du anzuschauen,
              und öfter noch warst Du ein Kind.
              Du warst das Zarteste, das mir begegnet,
              das Härteste warst Du, damit ich rang.
              Du warst das Hohe, das mich gesegnet -
              und wurdest der Abgrund, der mich verschlang."